# Mississippi (Pussycat)
"Mississippi" è una canzone country-pop della band olandese Pussycat. Fa parte del singolo con lo stesso nome, che raggiunse il primo posto dei singoli più venduti in Olanda nel 1975 e successivamente in molti altri paesi.
Il testo (in inglese) e la musica sono di Werner Theunissen ed è interpretata da Toni Willé, la vocalist della band. Theunissen disse di essersi ispirato al brano Massachusetts dei Bee Gees.
Pubblicato in aprile 1975 dalla EMI Records, in dicembre arrivò al primo posto dei singoli più venduti in Olanda. Il successo internazionale arrivò nel 1976, quando raggiunse il primo posto in Belgio, Germania, Irlanda, Nuova Zelanda, Norvegia, Regno Unito Sudafrica e Svizzera. In Australia raggiunse il secondo posto.
Nel Regno Unito arrivò al 1º posto della UK Singles Chart in ottobre 1976, rimanendovi per otto settimane.
In Sudafrica è stato il singolo più venduto del 1977.
Le vendite a livello mondiale sono state stimate in oltre 5 milioni di copie.